# قائمة حلقات جينتاما
جينتاما "الروح الفضية") هي سلسلة مانغا يابانية من تأليف و رسم المانغاكا هيداكي سوراتشي . نشرت أول مرة في مجلة شونن جمب في ديسمبر 8، 2003، وانتهت بـ2018 . حصلت المانغا على أنمي يحمل نفس الأسم جينتاما  أول 99 فصل  أخرجها  Shinji Takamatsu الفصول 100 إلى 105 أخرجها تاكامتسو و يويتشي فوجيتا في ما بعد أكمل فوجيتا الإخراج وحده .بدأ عرض أنمي جينتاما 4 أبريل 2006،على قناه تلفزيون طوكيو وانتهت في 25 مارس 2010 مع ما مجموعه 201 حلقة  .. القصة تركز على ساموراي فضي الشعر يدعى [[غينتوكي ساكاتا|مساعديه شينباتشي والفتاة الفضائية كاغورا الذين يقومون باعمال حرة لكسب المال لتسديد ايجار منزلهم ولكن ينتهي بهم الأمر دائما إلى عدم كسب أي شيء.
في اليابان, Aniplex توزع أنيمي في شكل دي في دي. ما مجموعه ثلاثة عشر مجلدات صدرت عن الموسم الأول ، بين 26 تموز / يوليه 2006 و 26 حزيران / يونيه 2007. الموسم الثاني صدر على مجموعة أخرى من ثلاثة عشر مجلدات بين يوليو 25, 2007 وتموز / يوليه 23, 2008. الموسم 3 صدر في ثلاثة عشر مجلدا من أغسطس 27, 2008 إلى أغسطس 26, 2009. الموسم الرابع تم جمعها في ثلاثة عشر DVD كميات من 28 أكتوبر 2009 إلى 27 أكتوبر 2010. قبل سلسلة' رئيس الوزراء ، الأصلي فيديو الرسوم المتحركة (OVA) من الجن تاما قبل شروق الشمس كان يظهر في Jump Festa أنيمي جولة في عام 2005. عشر دقائق طويلة OVA الحرب بين الأجانب والساموراي كان يظهر في Jump Festa 2008. في 30 أيلول, 2009, نشرت DVD اسمه جينتاما OVAs.
في 8 يناير 2009, خدمة الفيديو كرانشي رول بدأ تقديم الإنجليزية مترجمة حلقات المسلسل. في نفس اليوم, كرانشي رول كما بدأ تحميل الحلقات من بداية السلسلة بمعدل ساعتين في الأسبوع. أنيمي مرخصة من قبل سنتي Filmworks    ، مع توزيع من Section23 الأفلام. Section23 الأفلام' Chris Oarr علق هذا فقط في أول موسمين كانت مرخصة ، مع خيار على بقية. أول مجموعة تحتوي على ثلاثة عشر الإنجليزية-ترجمة الحلقات تم الإفراج عن دي في دي في 27 أبريل / نيسان 2010.
في حين أن الأصل سلسلة أنيمي انتهى الموسم الرابع تتمة سلسلة بعنوان جينتاما وإخراج يويتشي فوجيتا, بدأ بث في نيسان / أبريل 4, 2011 وانتهت في 28 مارس / آذار 2013 بعد أربعة وستين الحلقات. ثالث سلسلة أنيمي, جينتاما°أنتج مليار دولار الصور مع شيزورو Miyawaki توجيه. هذه السلسلة استمر واحد وخمسين الحلقات بث من يوم 8 أبريل 2015 إلى 30 مارس 2016.

## قائمة الحلقات

### الموسم 1 (2006-2007)
| رقم الحلقه | رقم الحلقه في الموسم | عنوان الحلقه                                                               | تاريخ البث     |
| ---------- | -------------------- | -------------------------------------------------------------------------- | -------------- |
| 1و2        | 1و2                  | يا شباب !! هل لديك حتى جينتاما؟!                                           | 4 أبريل 2006   |
| 3          | 3                    | لا أحد مع شعر متموج طبيعيا يمكن أن يكون سيئا                               | 11 أبريل 2006  |
| 4          | 4                    | إنتبهوا مجلة جمب الإسبوعيه قد تصدر في يوم السبت                            | 25 أبريل 2006  |
| 5          | 5                    | تصادق مع أشخاص تستطيع مناداتهم بألقابهم                                    | 2 مايو 2006    |
| 6          | 6                    | حافظ على وعدك حتى لو قتلك                                                  | 9 مايو 2006    |
| 7          | 7                    | المالكون مسؤولون عن حيواناتهم الأليفه يجب عليهم تنظيفها                    | 16 مايو 2006   |
| 8          | 8                    | هناك خط رفيع بين الثبات والعناد                                            | 23 مايو 2006   |
| 9          | 9                    | القتال يجب أن يتم مع القبضات                                               | 30 مايو 2006   |
| 10         | 10                   | ألتهم شياٌ حامضاٌ عندما تكون متعبا                                           | 6 يونيو 2006   |
| 11         | 11                   | أن الدانغو الذي تأكله وتبصقه لا يعد دانجو بعد ذلك                          | 13 يونيو 2006  |
| 12         | 12                   | للناس الذين يجعلون الانطباعات الأولى الجيدة تمغص عادة                      | 13 يونيو 2006  |
| 13         | 13                   | إذا كنت ستذهب إلى حفل تنكري إذا تنكر من قلبك                               | 20 يونيو 2006  |
| 14         | 14                   | ثلاثه أشياء ستحتوي على الرجال لديهم فتاه ساذجه                             | 4 يوليو 2006   |
| 15         | 15                   | الحيوانات الأليفة تشبه أصحابها                                             | 11 يوليو 2006  |
| 16         | 16                   | ان توقفت وفكرت بالأمر حياتك ستكون أطول كرجل عجوز من كونها حياه طفل ياللخوف | 18 يوليو 2006  |
| 17         | 17                   | الأبناء يرثون من أبائهم الصفات السلبيه فقط                                 | 25 يوليو 2006  |
| 18         | 18                   | أوه، نعم! إن غششنا هو رقم واحد                                             | 1 أغسطس 2006   |
| 19         | 19                   | لماذا هو البحر مالح جدا؟ لأن أهل المدينه يتبولون كلما ذهبوا للسباحة        | 8 أغسطس 2006   |
| 20         | 20                   | أحذروا من الأحزمه المتنقله                                                 | 15 أغسطس 2006  |
| 21         | 21                   | إذا كنت رجلا حاول تجربة سمك أبو سيف                                        | 22 أغسطس 2006  |
| 22         | 22                   | الزواج مجرد وهم تعيشه طوال حياتك                                           | 5 سبتمبر 2006  |
| 23         | 23                   | عندما تكون بمأزق أستمر بالضحك الضحك                                        | 2 سبتمبر 2006  |
| 24         | 24                   | الوجوه الجميله دائما تخبئ شيئا ما                                          | 19 سبتمبر 2006 |
| 25         | 25                   | وعاء الحساء المشترك هو صورة مصغرة للحياة                                   | 5 أكتوبر 2006  |
| 26         | 26                   | لا تكون خجولا فقط ارفع يدك وقلها                                           | 12 أكتوبر 2006 |
| 27         | 27                   | بعض الأشياء لا يمكن قطعها بالسيف                                           | 19 أكتوبر 2006 |
| 28         | 28                   | أشياء جيدة لا تأتي مرتين (ولكن الأشياء السيئة تفعل)                        | 26 أكتوبر 2006 |
| 29         | 29                   | لا داعي للذعر - هناك سياسة لإعادة البضائع.أنا أقول لك انتبه للاخبار        | 2 نوفمبر 2006  |
| 30         | 30                   | حتى النجوم الشباب يتصرفون مثلكم                                            | 9 نوفمبر 2006  |
| 31         | 31                   | أنتم دائما تتذكرون الأمور الأقل أهميه                                      | 16 نوفمبر 2006 |
| 32         | 32                   | الحياه تمضي كحزام ناقل                                                     | 23 نوفمبر 2006 |
| 33         | 33                   | أن تخطئ باسم شخص ما فهذه فظاظه                                             | 30 نوفمبر 2006 |
| 34         | 34                   | الحب لا يتطلب مواء                                                         | 7 ديسمبر 2006  |
| 35         | 35                   | الحب لا يتطلب مواء تابع                                                    | 14 ديسمبر 2006 |
| 36         | 36                   | الأشخاص الذين لديهم ماض مظلم لا يمكنهم الصمت                               | 21 ديسمبر 2006 |
| 37         | 37                   | الناس الذين يقولون أن سانتا غير موجود أنهم يؤمنون حقا بوجوده               | 28 ديسمبر 2006 |
| 38         | 38                   | الأطفال فقط هم الذين يلعبون بالثلج                                         | 11 يناير 2007  |
| 39         | 39                   | محلات الرامن التي بها قوائم طويلة لا تكون جيدة                             | 18 يناير 2007  |
| 40         | 40                   | امنح موضوع الحمل بعض التفكير                                               | 25 يناير 2007  |
| 41         | 41                   | لا يمكنك أن تحكم على الفيلم من خلال عنوانه                                 | 1 فبراير 2007  |
| 42         | 42                   | أنت تعلم مذا سيحدث إذا تبولت على دوده                                      | 8 فبراير 2007  |
| 43         | 43                   | أصنعوا الشخصيات حتى يمكن للأشخاص أن يعرفوا أنفسهم من خلال ظل الشخصيه فقط   | 15 فبراير 2007 |
| 44         | 44                   | الأمهات مشغولات جدا لذا توقف عن الشكوى بشأن ما هو العشاء                   | 22 فبراير 2007 |
| 45         | 45                   | نزه كلبك بسرعة مناسبه                                                      | 1 مارس 2007    |
| 46         | 46                   | الكبار فقط، ونحن لن نريد أي شخص غير ناضج هنا                               | 8 مارس 2007    |
| 47         | 47                   | هل الكرز يأتي من أشجار الكرز                                               | 15 مارس 2007   |
| 48         | 48                   | كلما كنتما متشابهان كلما تقاتلتما أكثر                                     | 22 مارس 2007   |
| 49         | 49                   | حياة بلا مقامرة مثل السوشي بدون واسابي                                     | 29 مارس 2007   |

### Season 2 (2007-2008)
| رقم الحلقه | رقم الحلقه في الموسم | عنوان الحلقه | تاريخ البث    |
| ---------- | -------------------- | --- | ------------- |
| 50         | 1                    | في انتظار المراجعة ، إنه ليس نهائيًا                                                                                                  | 5 أبريل 2007  |
| 51         | 2                    | يجب تقديم الحليب على درجة حرارة الجسد                                                                                                | 12 أبريل 2007 |
| 52         | 3                    | عندما تقابل شخصًا ما ، قم أولاً بتحديد موعد                                                                                            | 19 أبريل 2007 |
| 53         | 4                    | الإجهاد يجعلك أصلعًا ، لكن من الصعب تجنب الإجهاد ، لذا ينتهي بك الأمر بالضغط على أي حال ، لذلك في النهاية لا يوجد شيء يمكنك القيام به | 26 أبريل 2007 |
| 54         | 5                    | الأمهات في كل مكان متشابهون | 3 مايو 2007   |
| 55         | 6                    | لا تصدر ضوضاء عند تناول الطعام | 10 مايو 2007  |